# Велеград

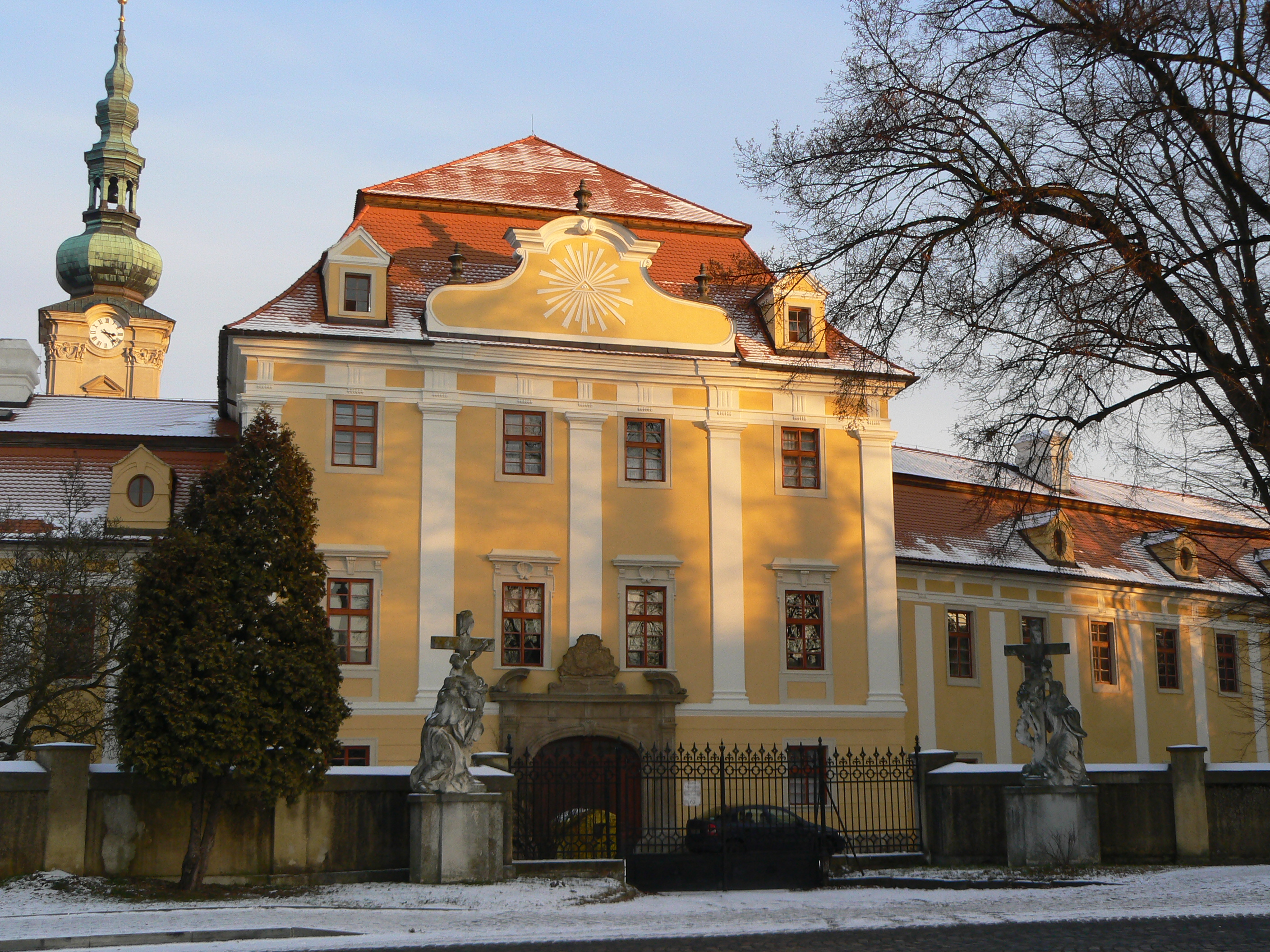
Велеградський монастир

Велеград (чеськ. Velehrad) — населений пункт у Моравії, Злінський край, Чехія, на кордоні з Австрією і Словаччиною. Населення понад 1300 осіб. У ранньому Середньовіччі тут розташовувалася столиця Великої Моравії, в 863–866 у Велеграді жили і проповідували Кирило і Мефодій. З 1205 року тут розташовувався Велеградський монастир ордену монахів — цистерціанців, а в XIX столітті єзуїтське училище. У 1990 місто відвідав Іван-Павло II.

## Велеградські конгреси
У Велеграді проходили міжнародні зустрічі 1907, 1909, 1911, 1924, 1927, 1932, 1936 років, присвячені питанням екуменічного єднання (див. Екуменізм релігійний) християн (передусім слов'янських народів). У них брали участь католицькі й православні богослови, дослідники історії Церкви, церковні діячі. Обговорювалися питання об'єднання католицької та православної церков і зв'язків між ними. Ініціатор, співорганізатор і голова перших трьох конгресів — митрополит А.Шептицький. У конгресах брали участь українські церковні ієрархи Й.Коциловський, М.Чарнецький, Д.Няраді, Й.Сліпий та ін. Офіційною мовою була латина, нею публікувалися збірники матеріалів конгресів і богословський журнал «Slavorum literae theologicae».

## Відомі люди
- Францішек Рихновський — польський інженер-механік, фотограф, винахідник. У 1881 році створив систему електричного освітлення в будівлі Галицького сейму у Львові.